# Adam Wyszyński
Adam Wyszyński, né en 1993 est mannequin polonais, journaliste, activiste social, entrepreneur, maître de cérémonie, lauréat du titre de Mister Pologne en 2025.

## Biographie
Adam Wyszyński est né en 1993 à Żagań. Il a déménagé à Zielona Góra avec ses parents et ses deux sœurs. Il a obtenu une maîtrise en droit à l'Université de Szczecin, puis a suivi des études de troisième cycle en gestion des ventes à l'École des hautes études commerciales de Varsovie.
Wyszyński est propriétaire du groupe Scrum Media et rédacteur en chef du portail PKB24.pl, spécialisé dans les questions économiques et sociales. Il dirige également une société de location de voitures anciennes. Il est à l'origine et propriétaire d'une start-up produisant des sacs de week-end en cuir recyclé à partir de cuir de sellerie automobile. Dans le cadre de ses activités, il combine les domaines des relations publiques et des affaires publiques. Maître de cérémonie, Wyszyński anime des conférences d'affaires et des événements sectoriels.
Adam Wyszyński est également impliqué dans des activités sociales. En tant que membre du conseil d'administration de la Fondation de l'Institut d'entrepreneuriat social, il soutient des initiatives liées à la responsabilité sociale, à l'éducation et à l'intégration des entreprises et des milieux publics. Au sein de la fondation, il est chargé de promouvoir l'engagement civique et le développement durable.
En 2025, il remporte le titre de Mister Pologne. Sa victoire lui permet de représenter son pays lors de compétitions internationales. En juin 2025, il représente la Pologne au concours Mister Supranational.